# Legatie (diplomatie)
Een legatie of gezantschap is een diplomatieke vertegenwoordiging (of het gebouw daarvan) die — zoals vastgesteld op het Congres van Wenen van 1815 — één rang lager is dan een ambassade. Aan het hoofd staat een Buitengewoon Gezant en Gevolmachtigd Minister (Frans: envoyé extraordinaire et ministre plénipotentiaire).
Tot de Tweede Wereldoorlog hadden alleen de grote landen onderling ambassadeurs, en waren bijvoorbeeld de hoogste Nederlandse diplomatieke zendingen gezantschappen.
Vanaf de Tweede Wereldoorlog verdween het onderscheid met de ambassades, en werden legaties tot ambassade verheven. Zo werden in de jaren 1970 de laatste Nederlandse gezantschappen verheven tot ambassade.